# Liacarus curtipilis
Liacarus curtipilis är en kvalsterart som beskrevs av Rainer Willmann 1935. Liacarus curtipilis ingår i släktet Liacarus och familjen Liacaridae. Inga underarter finns listade i Catalogue of Life.